# Montpeyroux (Dordogne)
Montpeyroux is een gemeente in het Franse departement Dordogne (regio Nouvelle-Aquitaine) en telt 360 inwoners (1999). De plaats maakt deel uit van het arrondissement Bergerac.

## Geografie
De oppervlakte van Montpeyroux bedraagt 24,1 km², de bevolkingsdichtheid is 14,9 inwoners per km².
De onderstaande kaart toont de ligging van Montpeyroux (Dordogne) met de belangrijkste infrastructuur en aangrenzende gemeenten.

## Demografie
Onderstaande figuur toont het verloop van het inwonertal (bron: INSEE-tellingen).